# Aimão I de Genebra
Aimão I de Genebra (em francês: Aymon; em latim: Aimo), desconhece-se a data do nascimento mas morreu em 1128, foi  conde de Genebra entre 1080-1128. 

## Relações familiares
Filho de Geraldo II de Genebra, conde de Genebra, e de Thetberge de Rheinfelden, filha de Rodolfo de Rheinfelden, duque da Suábia e de Thetberge de Rheinfelden. 
Aimão casou-se  em 1095 com Ida de Faucigny, filha de Luís I de Faucigny, Senhor da Casa de Faucigny, e de Glane de Sabóia, de quem teve:
1. Geraldo III de Genebra (1095 - 1154).
2. Amadeu I de Genebra (c. 1098 — 1178), conde de Genebra casou por duas vezes, a primeira com Matilde de Cuiseaux, senhora da Cuiseaux, filha de Hugo I de Cuiseaux e a segunda com Beatriz de Domène, filha de Pierre Ainar de Domène, Senhor de Domène.
3. Lacérina de Genebra (1096 - 1140), que foi casada com Guilherme Hugo de Royans, senhor de Monteil.